# فانيسا فاغنر
فانيسا فاغنر (بالفرنسية: Vanessa Wagner)‏ هي عازفة بيانو فرنسية، ولدت في 11 يونيو 1973 في رين في فرنسا.

## وصلات خارجية
- الموقع الرسمي
- فانيسا فاغنر على موقع ميوزك برينز (الإنجليزية)
- فانيسا فاغنر على موقع أول ميوزيك (الإنجليزية)
- فانيسا فاغنر على موقع ديسكوغز (الإنجليزية)